# 玛丽蒙
玛丽蒙是位於新加坡碧山規劃區的分區，北接宏茂桥，東面為碧山，南边為布拉德尔路，西面為玛利蒙路。

## 词源
该地区得名于善牧会玛丽蒙修道院学校， 因修女们为该学校觅地祈祷，在一个多月后的圣母月（八月）觅得现址。 